# Rissa (geslacht)
Rissa is een geslacht van vogels uit de familie meeuwen (Laridae). Het geslacht telt twee soorten.

## Soorten
- Rissa brevirostris – Roodpootdrieteenmeeuw
- Rissa tridactyla – Drieteenmeeuw